# Dark Side of the Moon (álbum de Medicine Head)
Dark Side of the Moon es el tercer álbum de estudio de la banda británica de blues rock Medicine Head. Fue lanzado en 1972.
Este trabajo fue lanzado un año antes que el álbum homónimo de Pink Floyd. Al descubrir que el título ya había sido utilizado, los miembros de Pink Floyd se vieron obligados a cambiar el título del álbum por Eclipse; aunque al comprobar que el álbum de Medicine Head había sido un fracaso comercial, volvieron a cambiar el título a The Dark Side of the Moon.

## Lista de canciones
| N.º | Título                    | Duración |  |
| 1.  | «Back to The Wall»        | 3:21     |  |
| 2.  | «In Your Eyes»            | 3:35     |  |
| 3.  | «Sittin' In The Sun»      | 3:03     |  |
| 4.  | «On This Road»            | 7:00     |  |
| 5.  | «You And Me»              | 5:30     |  |
| 6.  | «Kum On»                  | 3:30     |  |
| 7.  | «Only To Do What Is True» | 2:30     |  |
| 8.  | «You Can Make It Here»    |          |  |